# Bercero
Bercero est une commune de la province de Valladolid dans la communauté autonome de Castille-et-León en Espagne.

## Sites et patrimoine
- Église Nuestra Señora de la Asunción
- Chapelle del Humilladero

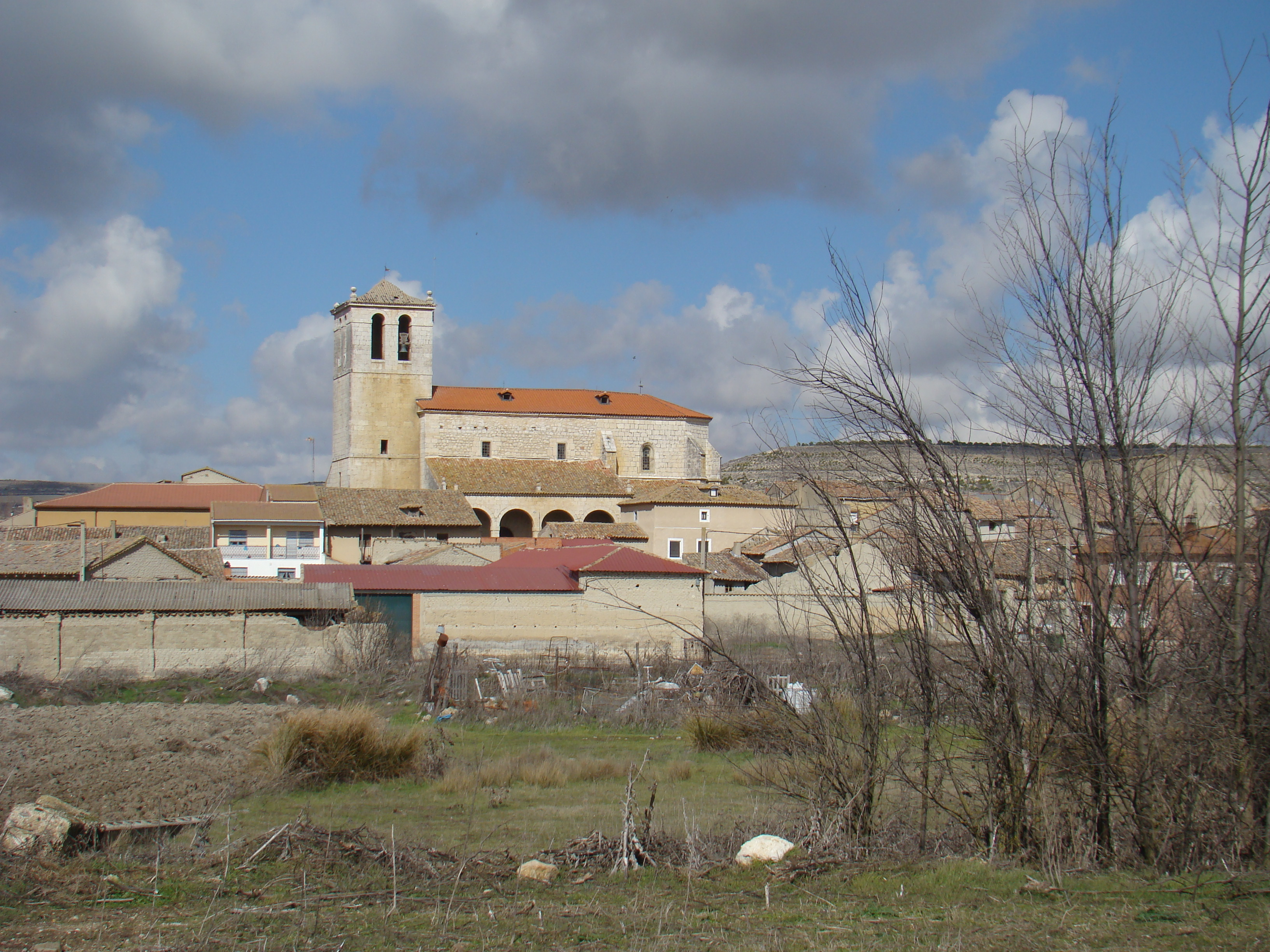
Église Nuestra Señora de la Asunción.
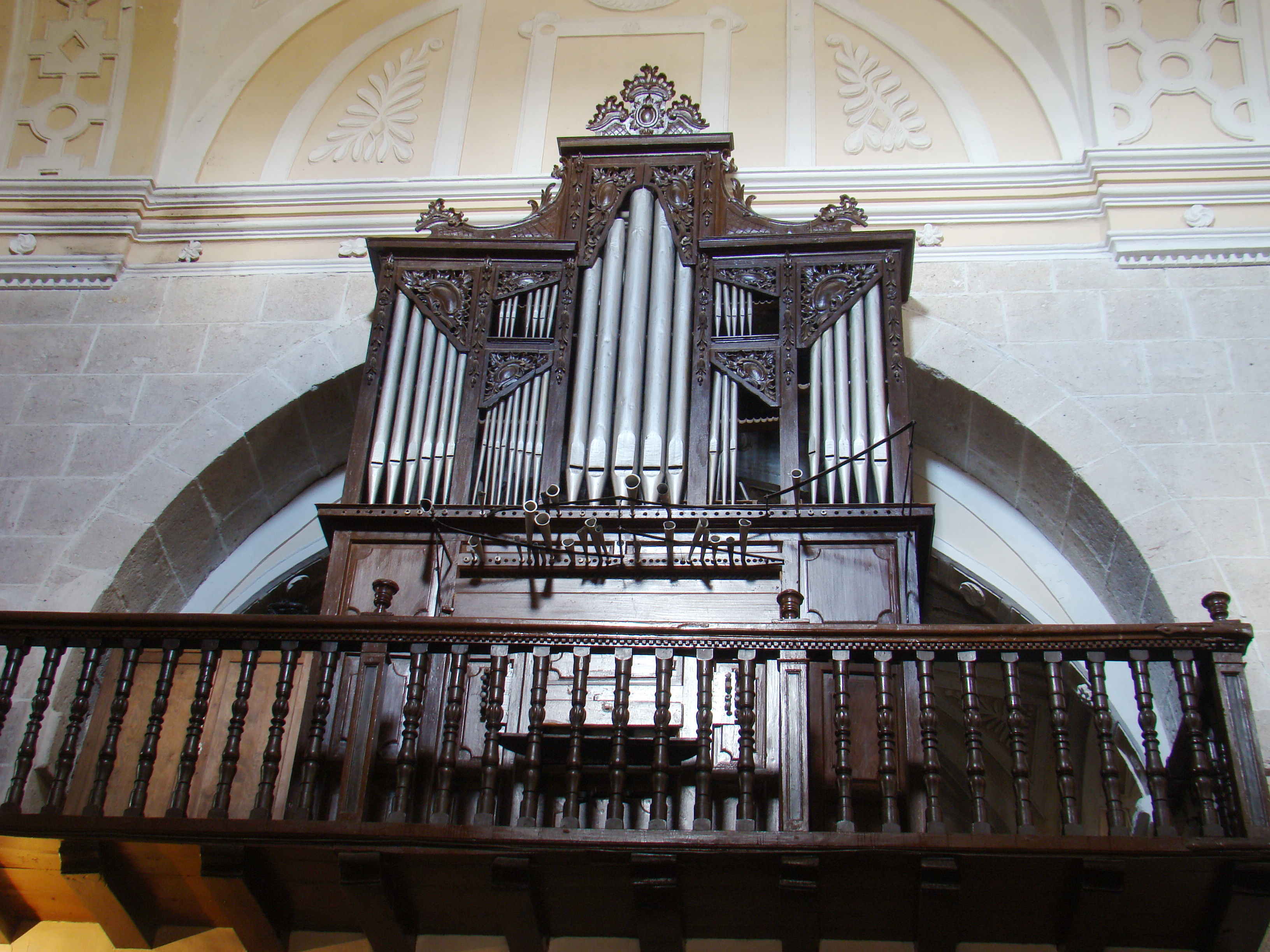
Orgues de l'église.
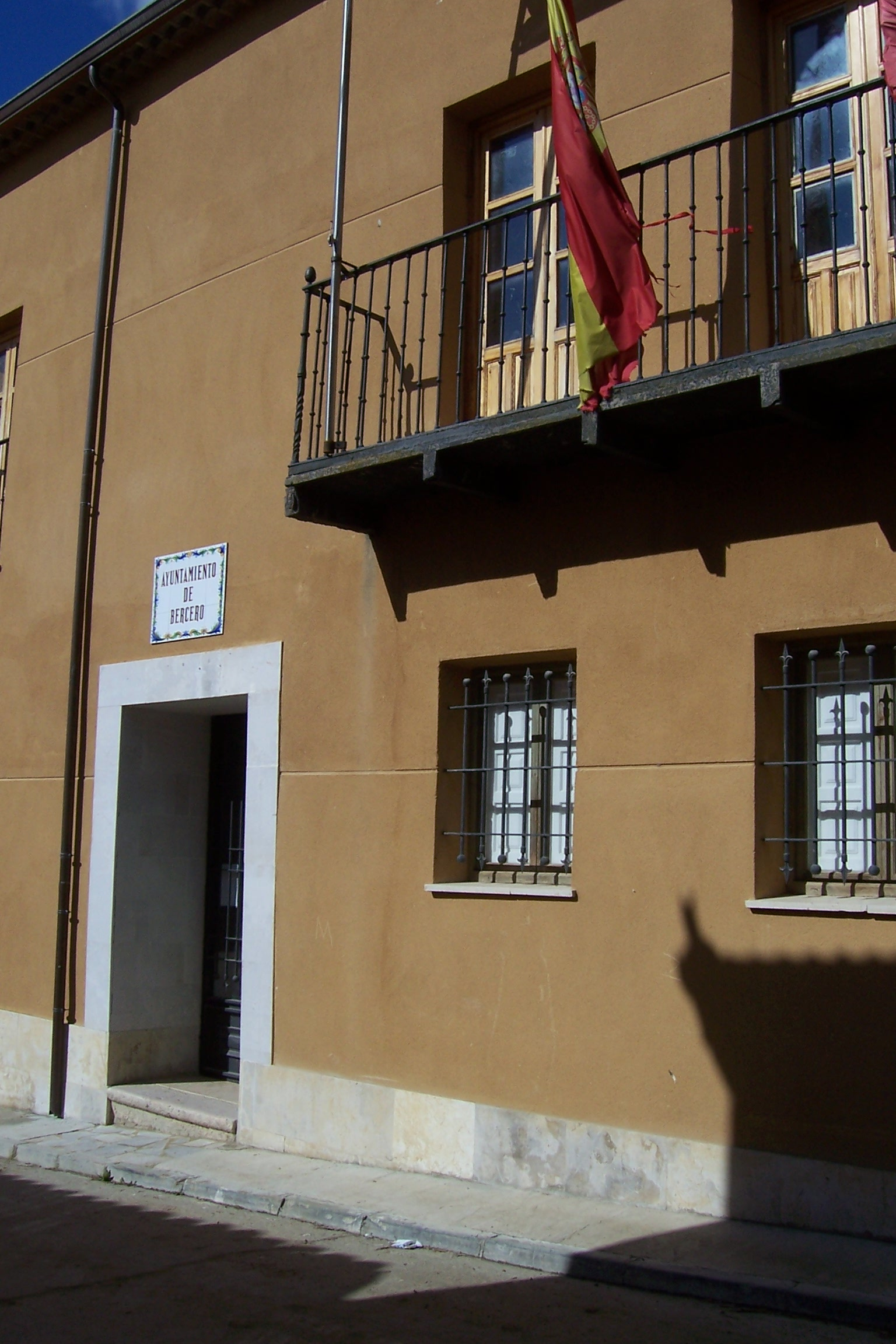
Mairie de Bercero.
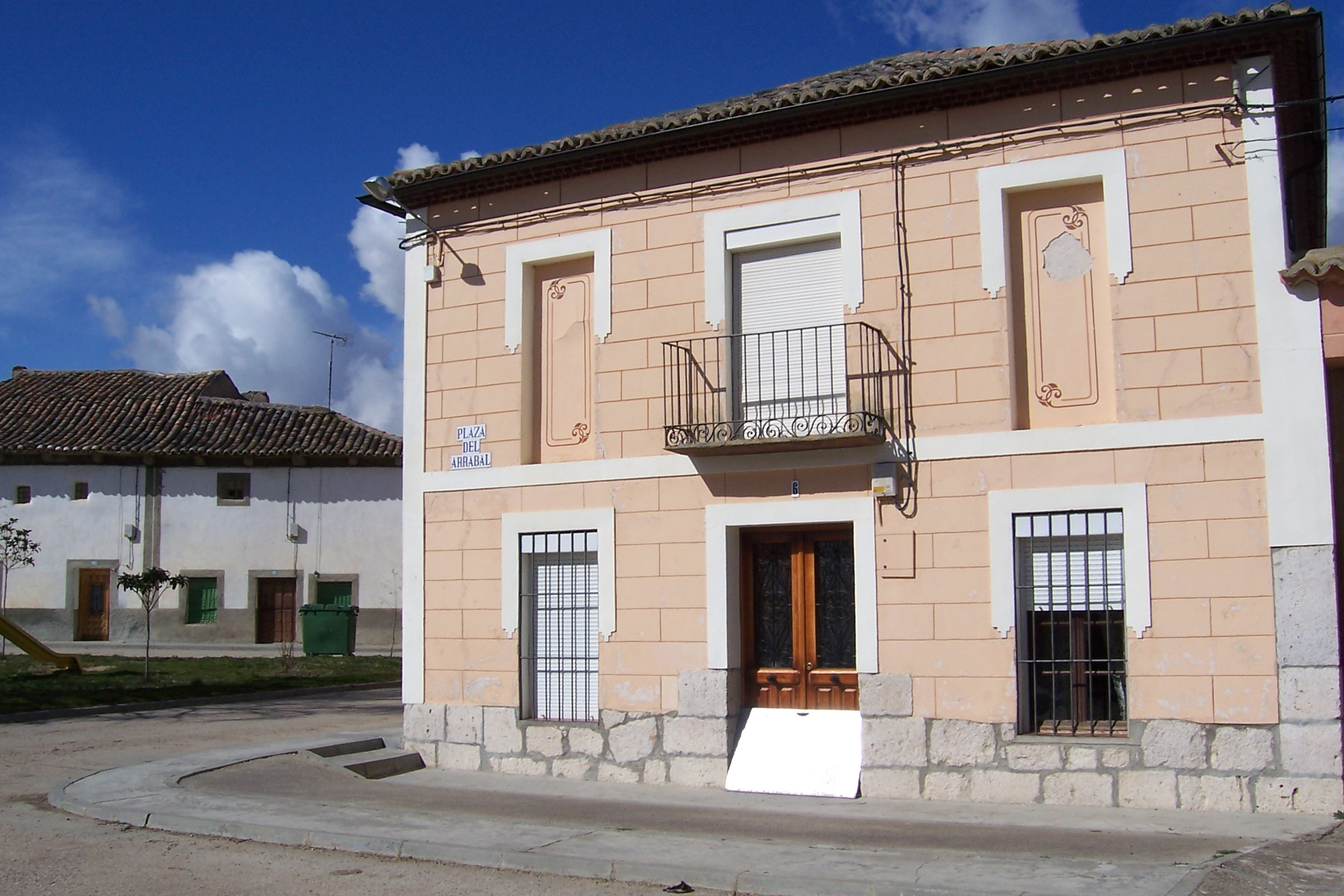
Maison du XVIe siècle.